# 헤이미르 하들그림손
헤이미르 하들그림손(아이슬란드어: Heimir Hallgrímsson, 1967년 6월 10일 ~ )은 아이슬란드의 축구 지도자이자 치과 의사로 UEFA 유로 2016에서 아이슬란드 축구 국가대표팀의 공동 사령탑을 맡았으며 현재 아일랜드 축구 국가대표팀 사령탑으로 재직 중이다.

## 선수 시절
1986년 IBV에서 선수 활동을 시작한 뒤 2007년 은퇴할 때까지 후터, 스마스툰드, KFS 등에서 프로 통산 204경기 23골의 기록을 남겼다.

## 지도자 경력

### 아이슬란드 대표팀
1993년부터 여자 축구팀의 감독으로 본격적인 지도자 커리어를 시작했고 이후 2013년부터 2016년까지 라르스 라예르베크와 함께 아이슬란드 대표팀의 공동 사령탑을 맡아 아이슬란드 축구 역사상 첫 월드컵 유럽 지역 예선 플레이오프 진출을 지휘했고 UEFA 유로 2016에서는 8강 진출이라는 아이슬란드 축구 역사상 메이저 대회 역대 최고 성적을 이끌어내는 성과를 만들어내기도 했다.
그리고 UEFA 유로 2016 이후 라예르베크가 감독직에서 물러난 뒤 단독 사령탑을 맡아 아이슬란드의 사상 첫 월드컵 본선 진출의 쾌거를 이뤄냈고 본선에서도 당시 FIFA 월드컵 2회 우승국이자 전 대회 준우승국인 아르헨티나를 상대로도 대등한 경기를 펼치며 무승부를 이끄는 또 하나의 쾌거를 만들었다.

### 자메이카 대표팀
이후 2018년부터 2021년까지 카타르 스타스 리그의 알아라비 SC의 사령탑을 역임하며 2020년 카타르 에미르컵 준우승, 2021년 카타르 에미르컵 4강 진출 등을 이끈 뒤 2022년 9월 16일 자메이카 대표팀의 사령탑으로 선임되어 아르헨티나와의 친선전에서 자메이카 대표팀 감독 데뷔전을 치렀다.
그 후 2022-23년 CONCACAF 네이션스리그 A에서 1승 3무·A조 2위로 통산 15번째 골드컵 본선행을 이끌었고 2023년 CONCACAF 골드컵 본선에서도 3승 1무 1패로 4년만의 자메이카의 북중미 골드컵 4강 진출을 이끈 뒤 2023-24년 CONCACAF 네이션스리그 A에서도 8경기 5승 1무 2패로 자메이카의 사상 첫 북중미 네이션스리그 3위의 성적을 이끌었다.
그러나 2024년 코파 아메리카에서는 베네수엘라, 에콰도르, 멕시코를 상대로 3전 전패를 당하며 또 한번 코파 아메리카 8강 토너먼트 진출에 실패했고 이 대회 이후 자메이카 대표팀 감독직에서 물러났으며 차기 사령탑으로는 잉글랜드 출신의 스티브 매클래런 맨체스터 유나이티드 1군 코치가 선임되었다.

### 아일랜드 대표팀
자메이카 대표팀 감독직에서 물러나고 열흘 뒤인 2024년 7월 10일 아일랜드 A대표팀의 감독으로 부임하며 2018년 아이슬란드 대표팀 감독직에서 물러난 이후 6년만에 유럽 국가대표팀 사령탑으로 전격 복귀했다.

## 대회 성적

### 클럽 (지도자)
알아라비 SC
- 카타르 에미르컵 : 준우승 (2020), 4강 (2021)

### 국가대표팀 (지도자)
자메이카
- CONCACAF 골드컵 : 4강 (2023)
- CONCACAF 네이션스리그 : 3위 (2024)